# Opalia mauritanica
Opalia mauritanica is een slakkensoort uit de familie van de Epitoniidae. De wetenschappelijke naam van de soort is voor het eerst geldig gepubliceerd in 1975 door Talavera.